# Julius Lichtenfels
Julius Lichtenfels (* 19. Mai 1884; † 29. Juni 1968) war ein deutscher Fechter. Er ist zweifacher Deutscher Meister und zweifacher Olympiateilnehmer.

## Leben
Lichtenfels trainierte in Offenbach am Main unter dem italienischen Fechtmeister Cavaliere Gazzera beim Fechtclub Offenbach von 1863 e. V. In diesem Traditionsverein trainierten auch Cornelia Hanisch und Helene Mayer.
Er nahm zweimal an Olympischen Spielen teil. 1908 bei den Spielen in London erzielte er sein bestes Resultat als Mitglied der deutschen Degenmannschaft, die den siebten Rang erreichte. In den Einzelkonkurrenzen wurde er mit dem Degen 61. und mit dem Säbel 43.
Vier Jahre später bei den Spielen in Stockholm trat Lichtenfels mit allen drei Waffen an. Mit dem Florett wurde er 17., mit dem Degen 68. und mit dem Säbel 22. Als Mitglied des deutschen Säbelteams belegte er den siebten Platz, mit der Degenmannschaft den achten.
Den größten Erfolg seiner Karriere feierte Lichtenfels 1913 als er in seiner Heimatstadt beim erstmals ausgetragenen Bundesturnier Deutscher Florettmeister wurde. Im Jahr darauf konnte er diesen Erfolg mit dem Säbel wiederholen. Außerdem wurde Lichtenfels mit der Mannschaft des FC Offenbach in den Jahren 1914 und 1920  deutscher Mannschaftsmeister im Degen, 1923 und 1924 mit dem Säbel.